# Agrostophyllum laterale
Agrostophyllum laterale är en orkidéart som beskrevs av Johannes Jacobus Smith. Agrostophyllum laterale ingår i släktet Agrostophyllum och familjen orkidéer. Inga underarter finns listade i Catalogue of Life.